# جون خايرو أرياس
جون خايرو أرياس تاسكون (بالإسبانية: Jhon Jairo Arias Tascón)‏ (ولد 1961 - 14 يونيو 1990)، أحد أعضاء كارتل ميديلين الشهير. اكتسب السلطة في الجناح الإرهابي للكارتل، وتتهمه السلطات الكولومبية في مسؤوليته عن مئات العمليات الإحرامية. وهو الخامس من حيث الأهمية في هيكل الكرتيل. وهو رئيس القتلة المأجورين وزعيم الفرقة الإجرامية لوس بريسكوس [الإنجليزية] التي تخدم الكرتيل.